# Karl-Wolfgang Jägel

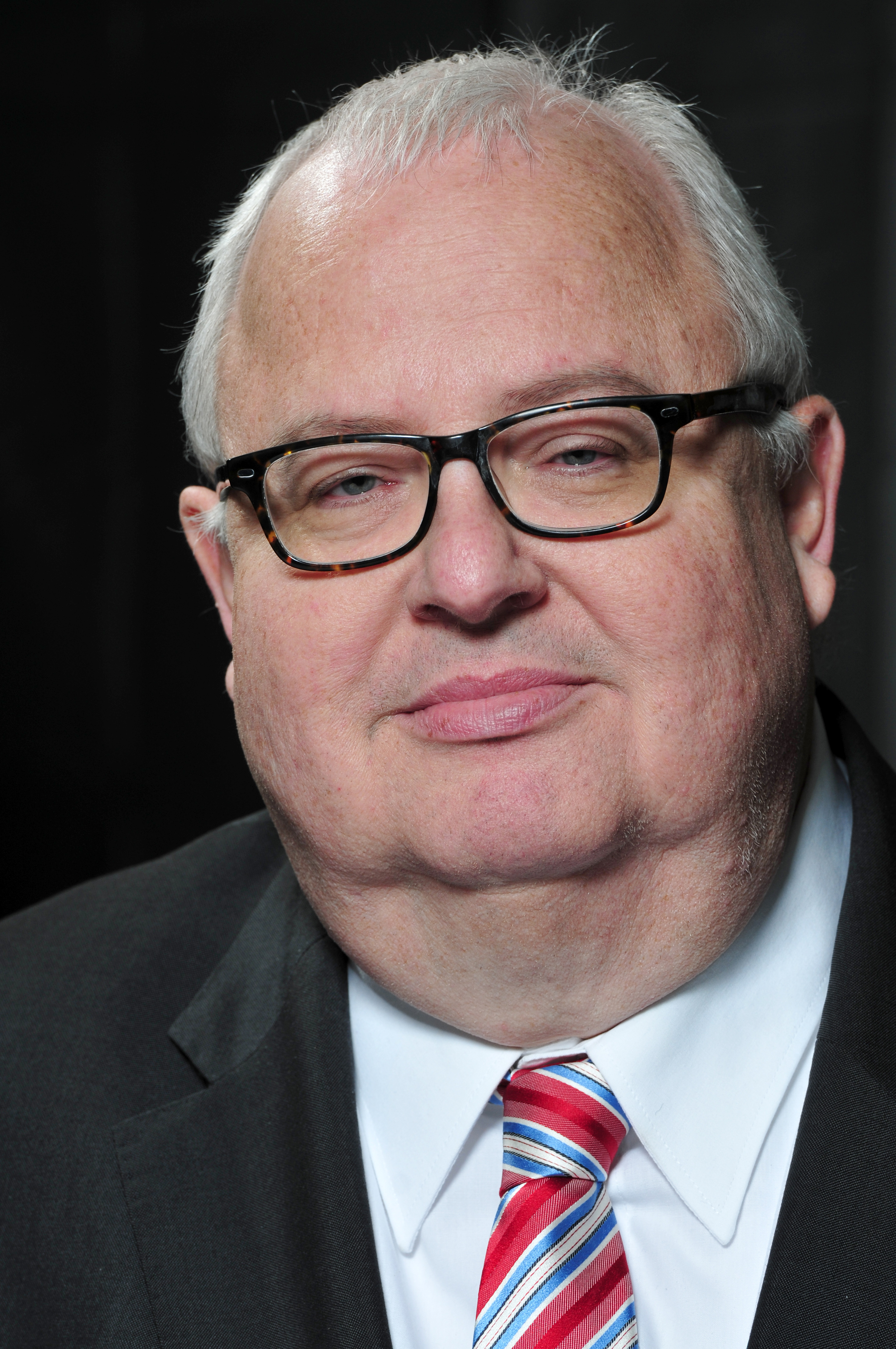
Karl-Wolfgang Jägel 2013

Karl-Wolfgang Jägel (* 8. April 1957 in Baden-Baden) ist ein deutscher Unternehmer und Politiker der CDU.

## Ausbildung und Beruf
Nach dem Abitur am Ludwig-Wilhelm-Gymnasium in Rastatt studierte Jägel Bauingenieurwesen an der Universität Karlsruhe. Seit dem Diplom als Bauingenieur 1982 ist er im familieneigenen Unternehmen Karl Jägel Bau tätig, seit 1985 als Geschäftsführer.

## Politische Tätigkeit
Von 1983 bis 1989 war Jägel Vorsitzender der Jungen Union Rastatt, von 1989 bis 1994 des CDU-Ortsverbands. 1989 wurde er in den Gemeinderat von Rastatt gewählt, seit 1994 war er dort Vorsitzender der CDU-Fraktion. Seit 1991 ist er zudem stellvertretender Vorsitzender des CDU-Kreisverbands Rastatt. Am 1. Oktober 2004 rückte er für Thomas Schäuble in den Landtag von Baden-Württemberg nach. Bei den Landtagswahlen 2006 und 2011 wurde er direkt gewählt. Er vertrat den Wahlkreis Rastatt. Zur Landtagswahl 2016 trat er nicht mehr an. Anfang 2017 legte er auch sein Amt als Gemeinderat in Rastatt nieder.

## Familie und Privates
Karl-Wolfgang Jägel ist römisch-katholisch und verheiratet.